# لايف إن تكساس
لايف إن تكساس (بالإنجليزية: Live In Texas)‏ (مباشرة في تكساس) هو أول ألبوم مباشر والثالث دي في دي من لينكين بارك، صدر أولاً في 18 نوفمبر، 2003. ويحتوي هذا الالبوم على أغاني من البومات الاستوديو هايبرد ثيوري وميتيورا واغنية واحدة من ألبوم ريمكس ريأنيميشن، واحتل الالبوم المرتبة #23 على قائمة البيلبورد 200, واحتوت الإصدار الصوتي من الحفل على 12 من 17 مسار.

## قائمة الإصدارات

### نسخة القرص المضغوط (CD)
1. Somewhere I Belong – 3:39
2. Lying from You – 3:09
3. Papercut – 3:09
4. Points of Authority – 3:29
5. Runaway – 3:09
6. Faint – 2:49
7. From the Inside – 2:59
8. P5hng Me A*wy – 5:09
9. Numb – 3:09
10. Crawling – 3:29
11. In the End – 3:29
12. One Step Closer – 3:39

### نسخة الدي في دي (DVD)
1. Don't Stay
2. Somewhere I Belong
3. Lying From You
4. Papercut
5. Points of Authority
6. Runaway
7. Faint
8. From the Inside
9. Figure.09
10. With You
11. By Myself
12. P5hng Me A*wy
13. Numb
14. Crawling
15. In the End
16. A Place for My Head
17. One Step Closer

## أعضاء الفرقة
- تشيستير بينينجتون
- روب بوردون
- براد ديلسون
- ديف "فينكس" فاريل
- جوزيف "جو" هان
- مايك شينودا

## روابط خارجية
- لايف إن تكساس على موقع أول موفي (الإنجليزية)